# 大森 (鹿角市草木)
大森（おおもり）は、秋田県鹿角市にある山である。

## 概要
標高803.2m。草木川（米代川水系支流根市川）の上流域にある。
ここから北西方向に流れる「雨原沢」が草木川へ合流している。雨原沢のことを地元では「天原」と呼び、いろいろな伝承が伝わっている。
鹿角市花輪の菩提野集落にある佐比内沢などから、登山路が設けられている。
西側の山麓には、秋田県鹿角市遺跡詳細分布調査報告書記載の菩提野I遺跡・菩提野II遺跡・高間館遺跡・蛇沢遺跡・本苗代I遺跡・本苗代II遺跡（縄文、奈良・平安）などの遺跡がある。